# Alameda (kommunhuvudort)
Alameda är en kommunhuvudort i Spanien.   Den ligger i provinsen Provincia de Málaga och regionen Andalusien, i den södra delen av landet, 400 km söder om huvudstaden Madrid. Alameda ligger 430 meter över havet och antalet invånare är 5 241.
Terrängen runt Alameda är platt norrut, men söderut är den kuperad. Terrängen runt Alameda sluttar norrut. Runt Alameda är det ganska glesbefolkat, med 47 invånare per kvadratkilometer. Närmaste större samhälle är Casariche, 13,0 km nordväst om Alameda. Trakten runt Alameda består till största delen av jordbruksmark.